# Chung Sơn, Hạ Châu
Chung Sơn (tiếng Trung: 钟山; tiếng Tráng: Cunghsanh) là một huyện thuộc địa cấp thị Hạ Châu, tỉnh Quảng Tây, Trung Quốc.

## Quản lý hành chính

### Trấn
- Chung Sơn (钟山)
- Hồi Long (回龙)
- Thạch Long (石龙)
- Phượng Tường (凤翔)
- San Hô (珊瑚)
- Đồng Cổ (同古)
- Công An (公安)
- Thanh Đường (清塘)
- Yên Đường (燕塘)
- Hồng Hoa (红花)

### Hương dân tộc
- Hương dân tộc Dao Hoa Sơn (花山瑶族乡)
- Hương dân tộc Dao Lưỡng An (两安瑶族乡)

## Chuyển đi
Ba trấn chuyên đi bao gồm:
- Tây Loan (西湾): Sang quận Bát Bộ từ ngày 18 tháng 6 năm 2002. Từ ngày 19 tháng 9 năm 2007 thuộc quận Bình Quế.
- Dương Đầu (羊头): Sang quận Bình Quế từ ngày 19 tháng 9 năm 2007.
- Vọng Cao (望高):: Sang quận Bình Quế từ ngày 19 tháng 9 năm 2007.